# Catherine Decours
Œuvres principales
- La dernière favorite
- Zoé du Cayla, le grand amour de Louis XVIII
- La lettre à Alexandrine - Mémoires apocryphes de Charlotte Corday
- Le Ritz à cinq heures
- Juliette Récamier

Catherine Decours est une historienne et écrivaine français, née à Vichy (Allier).

## Éléments biographiques
Historienne et écrivaine français.
Origines et famille dans le pays roannais. Études au lycée Jean de La Fontaine à Paris, puis à la Sorbonne. C.A.P.E.S. d'histoire.
Auditrice de la 121e session en région de l'I.H.E.D.N. Nantes - 1995

## Œuvres
Auteur d'une dizaine d'ouvrages, pour la plupart historiques, dont plusieurs ont paru en édition de poche.

### Biographie et histoire
- La dernière favorite. Zoé du Cayla, le grand amour de Louis XVIII - Paris, Perrin, 1994 (Prix de la biographie de l'Académie française 1994).
- Juliette Récamier - Paris, Perrin, 2013.
- Louis II de Bavière. Le trône et la folie, Fayard, 2019, (ISBN 9782213687179).
- Le port de Nantes a trois mille ans - Giotto, 1995 et 2006.

### Mémoires apocryphes
- La lettre à Alexandrine - mémoires apocryphes de Charlotte Corday, Paris, Olivier Orban, 1985 et Plon, 2009
- Aimée du Roi, Mémoires apocryphes de madame de Montespan, Paris, Olivier Orban 1985, Plon, 2001, Pocket, 2003

### Romans historiques
- Le lieutenant de la frégate légère (histoire de "La Méduse"), Paris, Albin Michel, 2005, Livre de Poche, 2007
- Khyber Pass (première guerre anglo-afghane 1838-1842), Paris, Albin Michel, 2008

### Roman
- Le Ritz à cinq heures - Paris, Olivier Orban, 1982

### Théâtre
- Regulus 93 ou l'histoire du citoyen Haudaudine, Commande de la MCLA, éd. Pierre Gauthier,1988

### Nouvelles
- Parues dans "Le Figaro", "Le Monde", "Les cahiers de l'Académie de Bretagne" etc.

## Distinctions et reconnaissances
- Chevalier de la Légion d'honneur
- Membre du jury du Prix Combourg-Chateaubriand
- 1982 : Prix de l'Académie de Bretagne  et sélection Goncourt pour Le Ritz à cinq heures[2], Premier prix du Concours de nouvelles de "Femmes d'aujourd'hui' pour L'homme de chez Van Cleef
- 1985 : Prix Amic, pour La lettre à Alexandrine[3], couronné par l'Académie Française
- 1986 : Prix de la ville de Caen pour La lettre à Alexandrine
- 1994 : Prix de biographie de l'Académie Française et Prix des Maisons de la Presse pour La Dernière Favorite, Zoé du Cayla, le grand amour de Louis XVIII[3]
- 2001 à 2009 : Vice-chancelier de l'Académie de Bretagne
- 2006 : Prix de l'Académie de Marine et Prix de littérature Lions Club International pour Le lieutenant de la frégate légère (histoire de "La Méduse")
- 2011 : Présidente du Rendez-vous des Ecrivains de la Baule depuis sa création en octobre 2011
- 2014 : Prix des Écrivains combattants - M. Politzer pour Juliette Récamier